# Liste des impositions du pallium en 2013

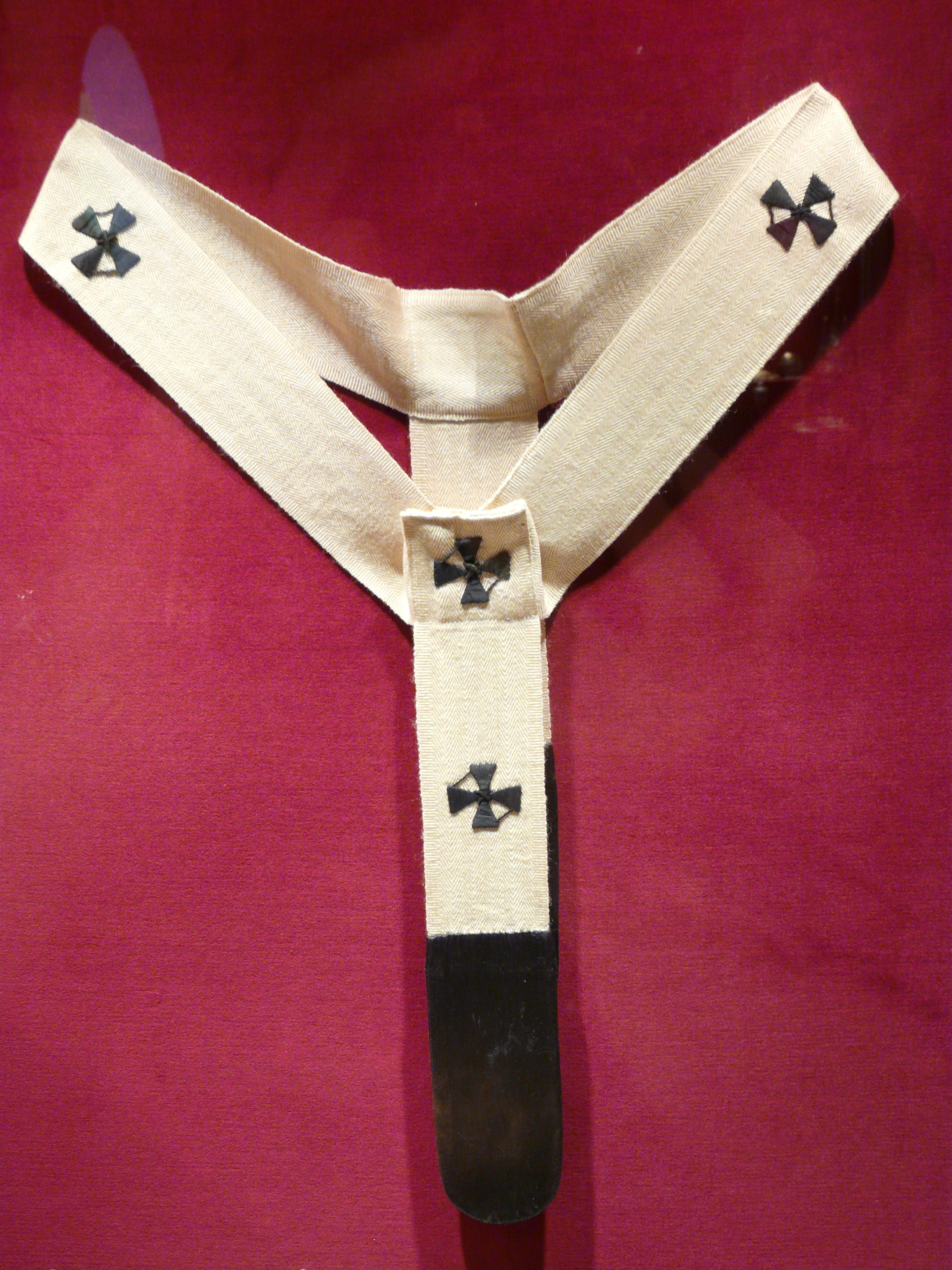
Le pallium moderne

Cette page présente la liste des archevêques métropolitains ayant reçu le pallium en 2013. 
Le pallium est un ornement de laine, signe de communion avec l'évêque de Rome, remis à Rome par le pape aux nouveaux archevêques métropolitains à l'occasion de la solennité des saints Pierre et Paul, le 29 juin suivant leur nomination.

## Liste des métropolitains ayant reçu le pallium en 2013

### Au cours de la solennité des saints Pierre et Paul
- Manuel do Nascimento Clemente, patriarche de Lisbonne ( Portugal)
- Dieudonné Nzapalainga, archevêque de Bangui ( République centrafricaine)
- Carlo Roberto Maria Redaelli (it), archevêque de Gorizia ( Italie)
- Claudio Dalla Zuanna (en), archevêque de Beira ( Mozambique)
- Mallavarapu Prakash (en), archevêque de Visakhapatnam ( Inde)
- Antônio Carlos Altieri (pt), archevêque de Passo Fundo ( Brésil)
- Marek Jędraszewski, archevêque de Łódź ( Pologne)
- Philip Tartaglia, archevêque de Glasgow ( Écosse)
- Salvatore Cordileone, archevêque de San Francisco ( États-Unis)
- Rolando Tirona (en), archevêque de Caceres ( Philippines)
- Rogelio Cabrera López, archevêque de Monterrey ( Mexique)
- Joseph William Tobin, archevêque d'Indianapolis ( États-Unis)
- Carlos María Franzini (en), archevêque de Mendoza ( Argentine)
- Lorenzo Ghizzoni, archevêque de Ravenne-Cervia ( Italie)
- George Antonysamy, archevêque de Madras-Mylapore ( Inde)
- Anil Joseph Thomas Couto (en), archevêque de Delhi ( Inde)
- John Wong Soo Kau (en), archevêque de Kota Kinabalu ( Malaisie)
- Murray Chatlain, archevêque de Keewatin-Le Pas ( Canada)
- Sérgio Eduardo Castriani, archevêque de Manaus ( Brésil)
- Peter Loy Song, archevêque de Suva ( Fidji)
- Alfonso Cortés Contreras, archevêque de León ( Mexique)
- Alexander King Sample, archevêque de Portland en Oregon ( États-Unis)
- Joseph Effiong Ekuwem, archevêque de Calabar ( Nigeria)
- Jesús Juárez Párraga (es), archevêque Sucre ( Bolivie)
- Fabio Martínez Castilla, archevêque de Tuxtla Gutiérrez  ( Mexique)
- Ramón Alfredo Dus, archevêque de Resistencia ( Argentine)
- Mario Aurelio Poli, archevêque de Buenos Aires ( Argentine)
- Gintaras Grušas, archevêque de Vilnius ( Lituanie)
- Michael Owen Jackels, archevêque de Dubuque ( États-Unis)
- Đuro Hranić, archevêque de Đakovo-Osijek ( Croatie)
- Moacir Silva, archevêque de Ribeirão Preto ( Brésil)
- Józef Piotr Kupny, archevêque de Wrocław ( Pologne)
- Segio Alfredo Gualberti Calandrina, archevêque de Santa Cruz de la Sierra ( Bolivie)
- Giuseppe Petrocchi, archevêque de L'Aquila ( Italie)

### Dans son siège épiscopal
- François-Xavier Lê Văn Hông, archevêque de Hué

## Sources
- Livret de la cérémonie